# Manuel Allendesalazar Muñoz de Salazar

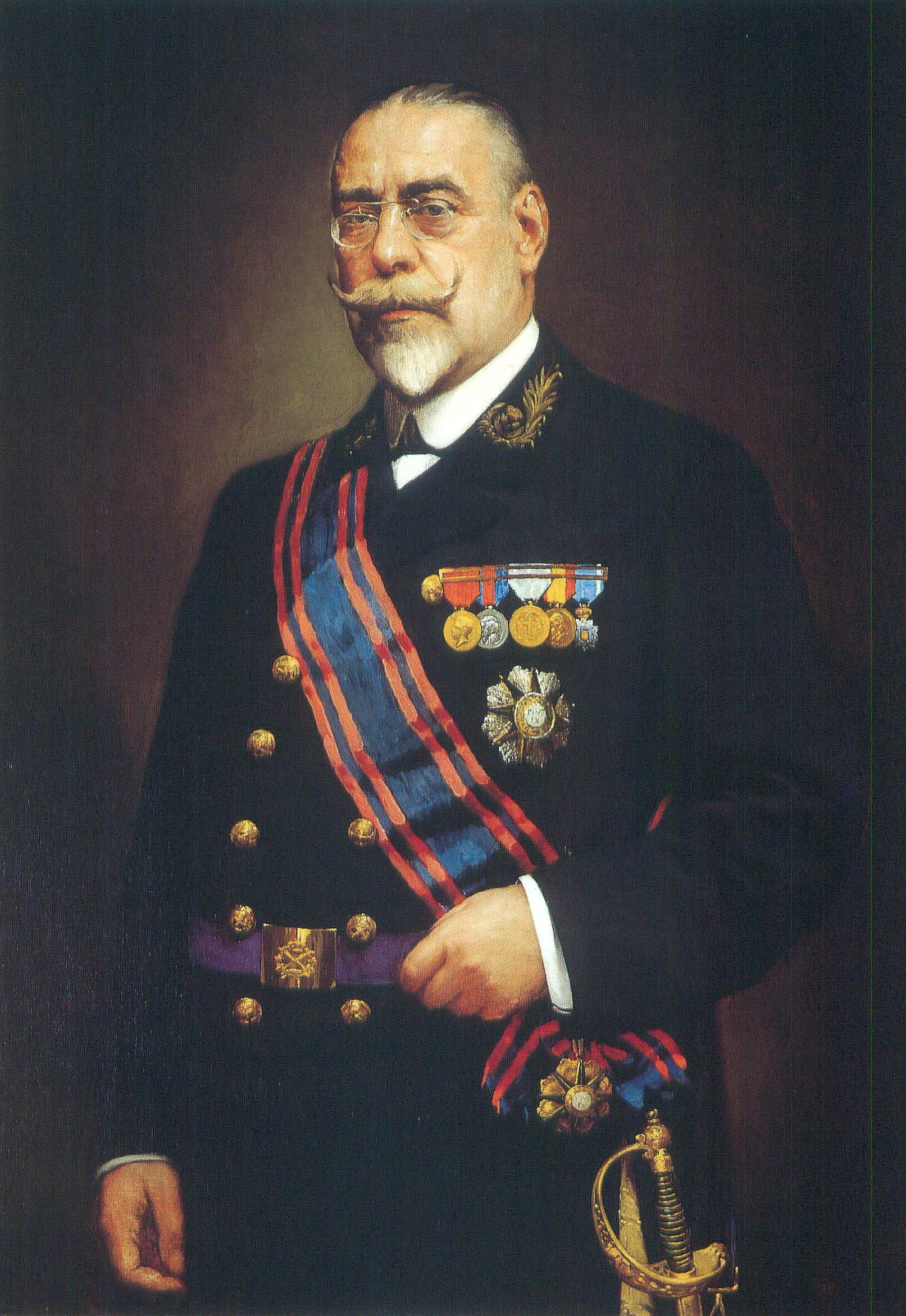
Manuel Allendesalazar Muñoz de Salazar.

Manuel de Allendesalazar y Muñoz de Salazar (Guernica, 24 augustus 1856 – Madrid, 17 mei 1923) was een Spaans politicus en eerste minister.

## Levensloop

### Studies, afgevaardigde en senator
Na het einde van zijn schoolloopbaan begon hij een studie in de landbouwwetenschappen. In 1879 studeerde hij af als landbouwingenieur, waarna hij professor aan de ingenieursschool werd.
Op 27 april 1884 begon zijn politieke loopbaan toen hij tot afgevaardigde in het Congres van Afgevaardigden verkozen werd voor de Conservatieve Partij. Hij bleef dit tot en met 5 maart 1893.
Op 10 april 1898 werd hij verkozen tot senator en bleef dit tot in 1899. Op 2 mei 1900 werd hij via een koninklijk decreet benoemd tot senator voor het leven.
In 1900 was hij voor korte tijd burgemeester van Madrid.

### Ministerschap
Op 6 juli 1900 werd hij in de regering van Francisco Silvela y de Le Vielleuze benoemd tot minister van Financiën. Dit was hij van 23 oktober 1900 tot 6 maart 1901 ook in de daaropvolgende regering van Marcelo Azcárraga Palmero. Van 6 december 1902 tot en met 20 juli 1903 was hij minister van Openbaar Onderwijs en Schone Kunsten in de tweede regering van Francisco Silvela.
Op 5 december 1903 benoemde Antonio Maura hem tot minister van Landbouw, Industrie, Handel en Openbare Werken in diens eerste regering. Dit bleef hij tot en met 5 december 1904. Van juli tot augustus 1904 was hij tevens ad interim minister van Binnenlandse Zaken, wat hij ook was van 5 tot en met 16 december 1904. Als minister van Landbouw was hij voorstander van het project voor de gewinning van akkerland, dat het droge land door bewatering vruchtbaar moest maken.
Vervolgens werd hij in december 1904 voor de eerste maal gouverneur van de Banco de España en bleef dit tot en met 19 december 1905. Van 25 januari 1907 tot en met 21 oktober 1909 was hij minister van Buitenlandse Zaken in de tweede regering van Antonio Maura.
Daarna nam hij voor meer dan tien jaar geen regeringsmandaat meer op, om zich in de onderneming en de tabakshandel te engageren. Van april tot december 1919 was hij opnieuw gouverneur van de Banco de España. Van juni tot december 1919 was hij ook Senaatsvoorzitter.

### Premierschap
Op 12 december 1919 volgde hij Joaquín Sánchez de Toca Calvo op als premier van Spanje en bleef dit tot en met 5 mei 1920. In zijn interim-regering was hij in december 1919 tevens ad interim minister van Oorlog en ad interim minister van Binnenlandse Zaken. In februari 1920 was hij ad interim minister van Ontwikkeling en van 17 maart tot en met 5 mei 1920 ad interim van Marine.
Op 13 maart 1921 volgde hij Gabino Bugallal Araújo op als premier van Spanje. Op 22 juli 1921 leden de Spaanse troepen een vernietigende nederlaag tegen de Riffijnen tijdens de Rifoorlog bij de Slag om Annual. Dit zorgde voor een grote binnenlandse crisis en nadat gevraagd werd om een verandering in de koloniale politiek, nam hij op 14 augustus 1921 ontslag als premier ten voordele van Antonio Maura.
- Biblioteca Nacional de España: XX863792
- International Standard Name Identifier: 0000 0000 5975 3227
- Virtual International Authority File: 87710948
- WorldCat: E39PBJdRCgtxDPTmyRDf7dMtrq